# 船場 (企業)
株式会社船場（せんば、SEMBA CORPORATION）は、日本の大手ディスプレイデザイン会社。本社を東京都港区に置く。
東証スタンダード上場。

## 概要
大型商業施設や、専門店、飲食店といった商業空間から、オフィス、ホテル、医療施設、保育園、図書館、公園など公共施設まで幅広く手がけている。施設及びインテリアの調査・分析、コンセプトメイキング・企画、デザイン・設計、監理、制作・施工、空間演出、メンテナンスを行ない、空間づくりの川上から川下までの全プロセスを一貫してトータルにサポートできる体制を構築している。主に商業空間を手掛けてきたが、近年は、駅、空港、公園などの公共空間やオフィス空間の企画・デザインや施工も行なっている。
また、業界でも先駆けて海外に目を向け、30年以上にわたる海外事業の歴史を持つ。現在では、中国・ASEAN地域に5つの現地法人を設置し、アジア各国での活動を強化している。
ミッションに「未来にやさしい空間を」、ビジョンに「Good Ethical Company」を掲げ、人や地域社会、自然環境への“おもいやり”の視点を持って、空間を共創する「エシカルデザイン」を推進している。

## 沿革
創業者の栗山四郎は、戦前から大阪・九条で陳列ケースを扱う栗山ガラス店を営んでいた。
- 1947年（昭和22年）- 大阪市東区（現・中央区）北久宝寺町に「栗山陳列ケース店」を創業。
- 1951年（昭和26年）- 店舗の内外装、売り場づくり等への業容の拡大により、大阪市東区にて、株式会社船場ウインド（大阪）を設立。
- 1958年（昭和33年）- 東京都中央区に東京店を開設。
- 1962年（昭和37年）- 店舗設計施工を専門とする事業展開のため、東京店を分離独立し、東京都中央区日本橋に株式会社船場ウインド（現・株式会社船場。以下「船場ウインド（東京）」）を設立。
- 1965年（昭和40年）- 船場ウインド（大阪）の営業部門を船場ウインド（東京）に事業譲渡。
- 1966年（昭和41年）- 東京設計事務所（現・本社）を開設。
- 1967年（昭和42年）- 大阪設計事務所（現・関西オフィス）を開設。
- 1968年（昭和43年）
  - 船場ウインド（東京）を株式会社船場に商号変更。本社を東京都中央区八重洲に移転。
  - 熊本営業所を開設。以降、全国的に営業拠点を拡充。
  - 店舗装備株式会社（現・株式会社装備）を設立。
- 1970年（昭和45年）- SC綜合開発研究所を大阪に設立すると共に、札幌営業所（現・北海道支店）を開設。
- 1974年（昭和49年）- 仙台出張所（現・東北支店）、福岡設計事務所（現・九州支店）を開設。
- 1977年（昭和52年）- 商業施設の今後の動向に関する情報発信のため、情報誌「コミュニオン」創刊。
- 1980年（昭和55年）- 名古屋出張所（現・中部支店）を開設。
- 1984年（昭和59年）- 初の海外現地法人「香港船場有限公司」を設立し、海外のネットワーク基盤を強化。
- 1985年（昭和60年）- 船場装備工業を株式会社装備工業へ商号変更。
- 1987年（昭和62年）- 台湾船場股份有限公司を設立。
- 1988年（昭和63年）- 製作部門を装備工業に統合・強化。以後、新潟工場コンビナート化、出雲工場、熊本工場による総合的な制作ネットワークを確立。
- 1989年（平成元年）- 装備工業が株式会社装備に商号変更。
- 1990年（平成2年）- SEMBA SINGAPORE PTE. LTD. 設立。
- 1991年（平成3年）- 船場出雲コンビナート（現・装備出雲工場）完成。
- 2005年（平成17年）- ノンスケール株式会社設立。
- 2006年（平成18年）- 上海船場建築装飾有限公司を設立。
- 2009年（平成21年）- 本社を東京都台東区台東へ移転。
- 2012年（平成24年）- 設立50年記念書籍『成功するSCを考えるひとたち』刊行。
- 2013年（平成25年）- 船場ベトナムを設立。ノンスケール台北事務所を設立。本社を東京都港区芝浦へ移転。
- 2016年（平成28年）- 東京証券取引所市場第二部に株式を上場。
- 2017年（平成29年）- 東京証券取引所市場第一部に株式を上場。
- 2019年（令和元年）- 船場マレーシアを設立。
- 2021年（令和3年）- エシカルとデジタルを企業改革の重要テーマに設定。内装業界で初めて「DX認定事業者」の認定取得。
- 2022年（令和4年）- 東京証券取引所スタンダード市場へ移行

## 事業所
- 東京本社
- 北海道支店
- 東北支店
- 中部支店
- 関西支店
- 九州支店

## 関連会社
- 株式会社装備
- ノンスケール株式会社

地域法人
- 株式会社カクヒロ船場
- 株式会社カゴシマ船場
- 株式会社オキジツ船場

海外法人
- 台湾船場室内装修股份有限公司 TAIWAN SEMBA CO., LTD.
- SEMBA SINGAPORE PTE.LTD.
- 上海船場建築装飾有限公司 SEMBA (SHANGHAI) CO., LTD.
- ベトナム船場 SEMBA VIETNAM CO., LTD
- SEMBA MALAYSIA DESIGN & CONSTRUCTION SDN. BHD.

## 受賞歴

### 船場オフィス受賞歴
- Dezeen Awards2022 サステナビリティ部門 Shortlist
- Design for Asia Awards 2022 Merit Awards（功績賞）
- ICONIC AWARDS 2022 Winner
- SKY DESIGN AWARDS 2023
- 日本空間デザイン賞2021 Longlist・サステナブル空間賞
- 第2回JOIFAオフィスアワード 最優秀賞

### 船場受賞歴
- 第1回「TOKYOテレワークアワード」大企業部⾨大賞
- DX 認定事業者認定

### 船場の手掛けた空間の受賞歴
2024年
- 「AEON MALL Mean Chey」SKY Design Awards 2024 銀賞
- 「光学迷彩型喫煙所　-Next Smoking Space Project-」SKY Design Awards 2024 銅賞
- 「ETHICAL DESIGN WEEK TOKYO 2023」第43回ディスプレイ産業賞2024奨励賞

2023年
- 「サントリー天然水 北アルプス信濃の森工場」SKY Design Awards 2024 金賞、日本空間デザイン賞2023 Shortlist & サステナブル空間賞
- 「ISUMI Glamping Resort & Spa SOLAS」第42回ディスプレイ産業特別賞【日本経済新聞社賞】
- 「新宿せいが子ども園 musubime」第42回ディスプレイ産業賞（2023）奨励賞

2022年
- 「TOKYOシェアオフィス墨田」ICONIC AWARDS 2023 Winner、Design for Asia Awards2022 Merit Award、SKY Design Awards 2023 Shortlist、第56回サインデザイン賞 銅賞、ウッドデザイン賞2022 奨励賞
- 「荒尾市立図書館」第41回ディスプレイ産業賞2022 奨励賞
- 「NEMUフォレストヴィラ」第41回ディスプレイ産業賞2022 優秀賞
- 「キャンパスヴィレッジ大阪近大前」第41回ディスプレイ産業賞2022 奨励賞